# Indy Racing League 2001
Navigation
2000 2002
Le championnat d'Indy Racing League 2001 a été remporté par le pilote américain Sam Hornish Jr. sur une Dallara-Aurora du Panther Racing.
Avec la sixième place, Felipe Giaffone est le meilleur débutant de l'année (rookie of the year).

## Repères
- Comme l'année précédente, les pilotes et écuries du CART s'invitent en nombre lors des 500 Miles d'Indianapolis. Après la démonstration de Juan Pablo Montoya en 2000, les pilotes Penske (notamment Hélio Castroneves) et Ganassi dominent l'épreuve, et jettent un gros doute sur le niveau des concurrents réguliers du championnat.

## Courses de la saison
| Date        | Épreuve                        | Circuit                          | Vainqueur         | Voiture          | Écurie           |
| ----------- | ------------------------------ | -------------------------------- | ----------------- | ---------------- | ---------------- |
| 18 mars     | Pennzoil Copper World Indy 200 | Phoenix International Raceway    | Sam Hornish Jr.   | Dallara-Aurora   | Panther Racing   |
| 8 avril     | Infiniti Grand Prix of Miami   | Homestead-Miami Speedway         | Sam Hornish Jr.   | Dallara-Aurora   | Panther Racing   |
| 29 avril    | zMax 500                       | Atlanta Motor Speedway           | Greg Ray          | Dallara-Aurora   | Team Menard      |
| 27 mai      | Indianapolis 500               | Indianapolis Motor Speedway      | Hélio Castroneves | Dallara-Aurora   | Penske Racing    |
| 9 juin      | Casino Magic 500               | Texas Motor Speedway             | Scott Sharp       | Dallara-Aurora   | Kelley Racing    |
| 17 juin     | Radisson Indy 200              | Pikes Peak International Raceway | Buddy Lazier      | Dallara-Aurora   | Hemelgarn Racing |
| 30 juin     | SunTrust Indy Challenge        | Richmond International Raceway   | Buddy Lazier      | Dallara-Aurora   | Hemelgarn Racing |
| 8 juillet   | Ameristar Casino Indy 200      | Kansas Speedway                  | Eddie Cheever     | Dallara-Infiniti | Cheever Racing   |
| 21 juillet  | Harrah's 200                   | Nashville Superspeedway          | Buddy Lazier      | Dallara-Aurora   | Hemelgarn Racing |
| 12 août     | Belterra Resort Indy 300       | Kentucky Speedway                | Buddy Lazier      | Dallara-Aurora   | Hemelgarn Racing |
| 26 août     | Gateway Indy 250               | Gateway International Raceway    | Al Unser Jr.      | G-Force-Aurora   | Galles Racing    |
| 2 septembre | Delphi Indy 300                | Chicagoland Speedway             | Jaques Lazier     | Dallara-Aurora   | Team Menard      |
| 6 octobre   | Chevy 500                      | Texas Motor Speedway             | Sam Hornish Jr.   | Dallara-Aurora   | Panther Racing   |

## Classement des pilotes
| Classement | Pilote                | Pays       | Voiture                         | Écurie                             | Nombre de points |
| ---------- | --------------------- | ---------- | ------------------------------- | ---------------------------------- | ---------------- |
| 1er        | Sam Hornish Jr.       | États-Unis | Dallara-Aurora                  | Panther                            | 503              |
| 2e         | Buddy Lazier          | États-Unis | Dallara-Aurora                  | Hemelgarn                          | 398              |
| 3e         | Scott Sharp           | États-Unis | Dallara-Aurora                  | Kelley                             | 355              |
| 4e         | Billy Boat            | États-Unis | Dallara-Aurora                  | Beck                               | 313              |
| 5e         | Eliseo Salazar        | Chili      | Dallara-Aurora                  | Foyt                               | 308              |
| 6e         | Felipe Giaffone       | Brésil     | G-Force-Aurora                  | Treadway                           | 304              |
| 7e         | Al Unser Jr.          | États-Unis | G-Force-Aurora                  | Galles                             | 287              |
| 8e         | Eddie Cheever         | États-Unis | Dallara-Infiniti                | Cheever                            | 261              |
| 9e         | Buzz Calkins          | États-Unis | Dallara-Aurora                  | Bradley                            | 242              |
| 10e        | Airton Daré           | Brésil     | G-Force-Aurora                  | TeamXtreme                         | 239              |
| 11e        | Jeff Ward             | États-Unis | G-Force-Aurora G-Force-Infiniti | Heritage                           | 238              |
| 12e        | Robbie Buhl           | États-Unis | G-Force-Infiniti                | Dreyer & Reinbold                  | 237              |
| 13e        | Shigeaki Hattori      | Japon      | G-Force-Aurora Dallara-Aurora   | Vertex                             | 215              |
| 14e        | Mark Dismore          | États-Unis | Dallara-Aurora                  | Kelley                             | 215              |
| 15e        | Donnie Beechler       | États-Unis | Dallara-Aurora                  | Foyt                               | 204              |
| 16e        | Robby McGehee         | États-Unis | Dallara-Aurora                  | Cahill                             | 196              |
| 17e        | Jaques Lazier         | États-Unis | G-Force-Aurora Dallara-Aurora   | Byrd TeamXtreme Sam Schmidt Menard | 195              |
| 18e        | Greg Ray              | États-Unis | Dallara-Aurora Dallara-Infiniti | Menard Foyt                        | 193              |
| 19e        | Didier André          | France     | G-Force-Aurora                  | Galles                             | 188              |
| 19e        | Sarah Fisher          | États-Unis | Dallara-Aurora                  | Walker                             | 188              |
| 21e        | Billy Roe             | États-Unis | G-Force-Aurora                  | Zali                               | 101              |
| 22e        | Jeret Schroeder       | États-Unis | Dallara-Aurora                  | PDM                                | 77               |
| 23e        | Jon Herb              | États-Unis | Dallara-Aurora G-Force-Aurora   | Tri-Star Racing Professionals      | 70               |
| 24e        | Hélio Castroneves     | Brésil     | Dallara-Aurora                  | Penske                             | 64               |
| 25e        | Rick Treadway         | États-Unis | G-Force-Aurora                  | Treadway                           | 59               |
| 26e        | Davey Hamilton        | États-Unis | Dallara-Aurora                  | Sam Schmidt                        | 54               |
| 27e        | Richie Hearn          | États-Unis | Dallara-Aurora                  | Sam Schmidt                        | 50               |
| 28e        | Gil de Ferran         | Brésil     | Dallara-Aurora                  | Penske                             | 46               |
| 29e        | Laurent Redon         | France     | Dallara-Aurora                  | Conquest                           | 45               |
| 30e        | Brandon Erwin         | États-Unis | G-Force-Aurora                  | McCormack                          | 40               |
| 31e        | Stan Wattles          | États-Unis | Dallara-Aurora                  | Hemelgarn                          | 36               |
| 31e        | Casey Mears           | États-Unis | G-Force-Aurora                  | Galles                             | 36               |
| 31e        | Chris Menninga        | États-Unis | Dallara-Aurora                  | Hemelgarn                          | 36               |
| 34e        | Michael Andretti      | États-Unis | Dallara-Aurora                  | Panther                            | 35               |
| 35e        | Stéphan Grégoire      | France     | Dallara-Aurora G-Force-Aurora   | Dick Simon Heritage                | 34               |
| 36e        | Jimmy Vasser          | États-Unis | G-Force-Aurora                  | Ganassi                            | 32               |
| 37e        | Bruno Junqueira       | Brésil     | G-Force-Aurora                  | Ganassi                            | 30               |
| 38e        | Anthony Lazzaro       | États-Unis | G-Force-Aurora                  | Sam Schmidt                        | 29               |
| 39e        | Tony Stewart          | États-Unis | G-Force-Aurora                  | Ganassi                            | 28               |
| 40e        | Cory Witherill        | États-Unis | G-Force-Aurora                  | Indy Regency                       | 19               |
| 41e        | Arie Luyendyk         | Pays-Bas   | G-Force-Aurora                  | Treadway                           | 17               |
| 42e        | Tyce Carlson          | États-Unis | Dallara-Aurora                  | Tri-Star                           | 15               |
| 43e        | John Hollansworth Jr. | États-Unis | G-Force-Aurora                  | Blueprint                          | 12               |
| 44e        | Robby Gordon          | États-Unis | Dallara-Aurora                  | Foyt/Childress                     | 9                |
| 44e        | Alex Barron           | États-Unis | Dallara-Aurora                  | Sam Schmidt                        | 9                |
| 46e        | Jack Miller           | États-Unis | Dallara-Aurora                  | Cahill                             | 5                |
| 47e        | Nicolas Minassian     | France     | G-Force-Aurora                  | Ganassi                            | 1                |
| 47e        | Scott Goodyear        | Canada     | Dallara-Infiniti                | Cheever                            | 1                |